# 34620 Edwinbodoni
34620 Edwinbodoni è un asteroide della fascia principale. Scoperto nel 2000, presenta un'orbita caratterizzata da un semiasse maggiore pari a 2,7536447 au e da un'eccentricità di 0,1647430, inclinata di 6,29531° rispetto all'eclittica.